# 京急鶴見駅
京急鶴見駅（けいきゅうつるみえき）は、神奈川県横浜市鶴見区鶴見中央一丁目にある、京浜急行電鉄（京急）本線の駅である。駅番号はKK29。

## 歴史
- 1905年（明治38年）12月24日 - 京浜電気鉄道の川崎駅（現在の京急川崎駅）- 神奈川停車場前駅（後の京浜神奈川駅）間の開業に伴い鶴見駅として開業。
- 1925年（大正14年）11月1日 - 国鉄の鶴見駅との混同を避けるため京浜鶴見駅に改称。
- 1981年（昭和56年）3月30日 - 高架化に伴い上りの待避線が完成[2]。
- 1987年（昭和62年）6月1日 - 京急鶴見駅に改称[1]。
- 1999年（平成11年）7月31日 - 白紙ダイヤ改正により京急蒲田駅 - 新逗子駅（現在の逗子・葉山駅）間の急行運転がなくなり、普通のみの停車駅となる。
- 2010年（平成22年）5月16日 - ダイヤ改正により新設されたエアポート急行の停車駅となる。
- 2013年（平成25年）12月19日 - 副駅名にナイス本社前が追加[3]。
- 2015年（平成27年）3月末 - 駅構内（高架下）の「けいきゅうエキプラ鶴見」が閉店[4]。
- 2016年（平成28年）1月4日 - 副駅名が京三製作所本社に変更[5][6]。
- 2017年（平成29年）7月14日 - 駅構内（高架下）に「ウィングキッチン京急鶴見」が開業[7][8]。
- 2020年（令和2年）
  - 3月14日 - 副駅名に大本山總持寺が追加[9][10]。
  - 12月19日 - 1番線でホームドアの使用が開始[11]。
- 2021年（令和3年）3月20日 - 2・3番線でホームドアの使用が開始[12]。

## 駅構造
単式ホーム1面1線と島式ホーム1面2線を有する高架駅。ホームは3階に相当し、改札は2階。出入口・コンコース・ホームに設置されたエスカレーターとエレベーターを乗り継ぐことにより、バリアフリーでの通行ができる。上り線は待避が可能であり、昼間時の普通車は当駅で急行と緩急接続する。高架化工事中は現在の3番線を上り線、2番線を下り線として利用していた。
上り線の列車接近案内とメロディーは2・3番線で併用表示・鳴動している。なお、接近放送は上下線共通で、冒頭に「まもなく、○番線に、（種別）が到着致します。」が流れる。

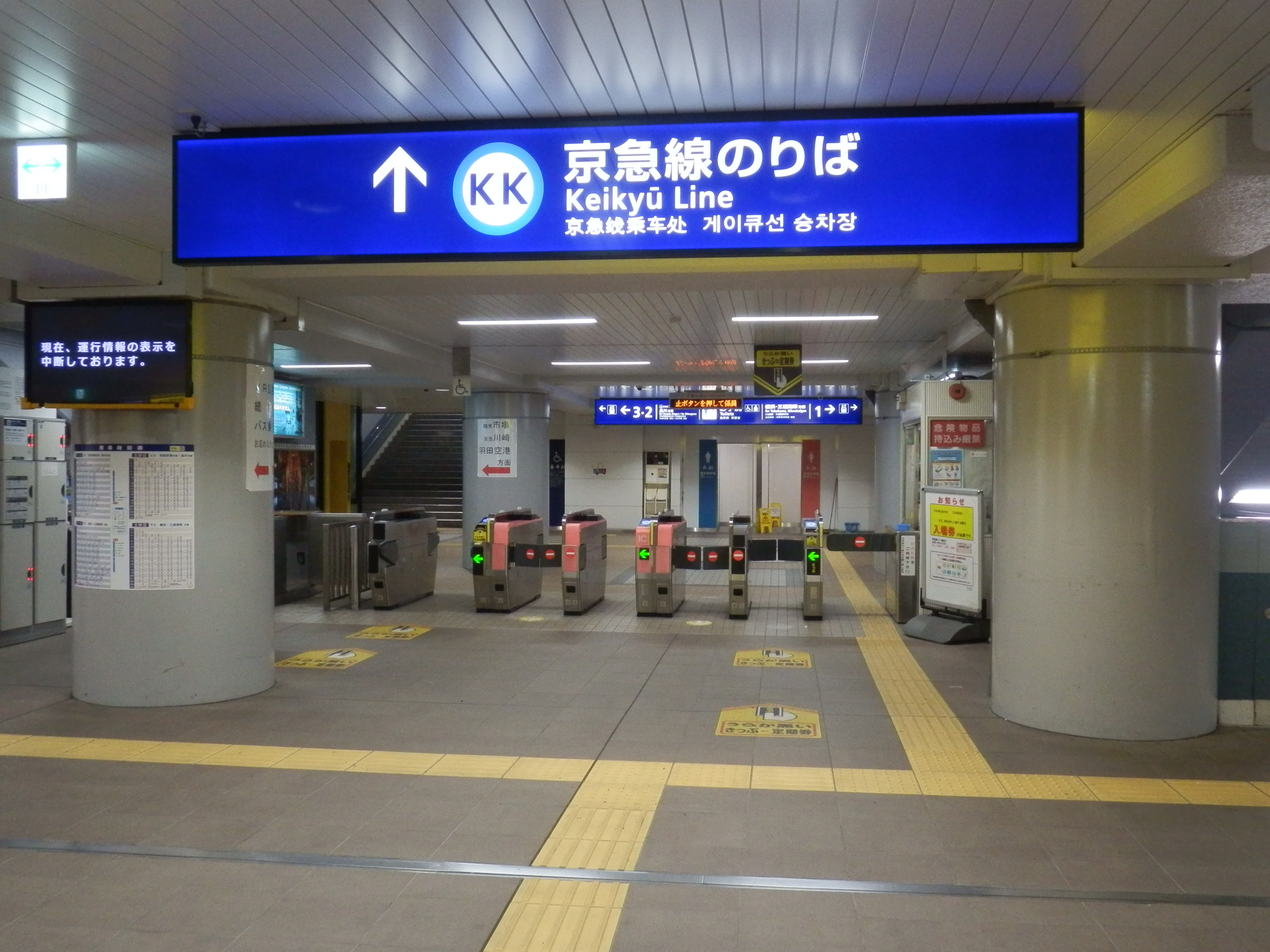
改札口（2018年12月9日）
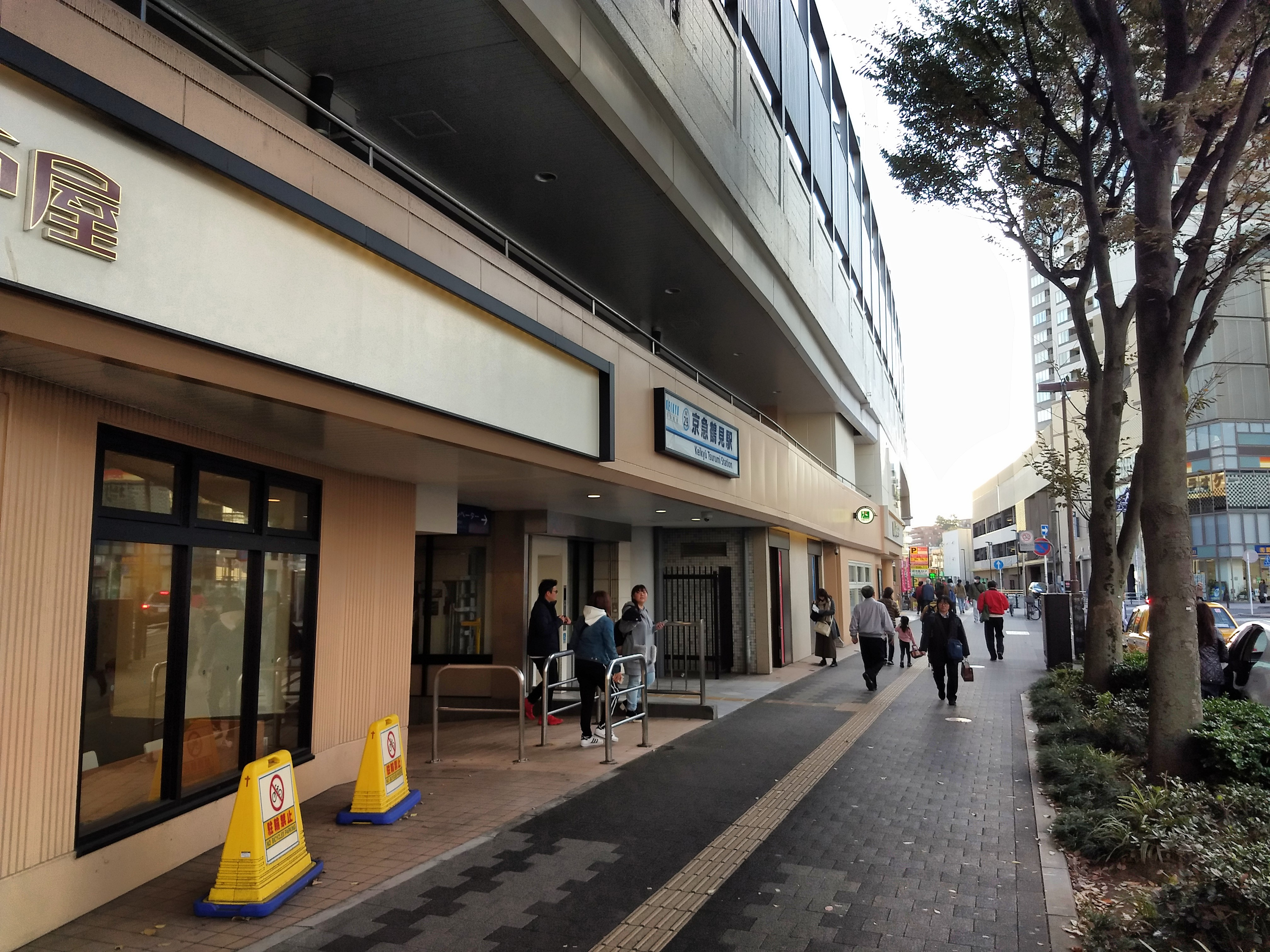
西口（2018年11月23日）
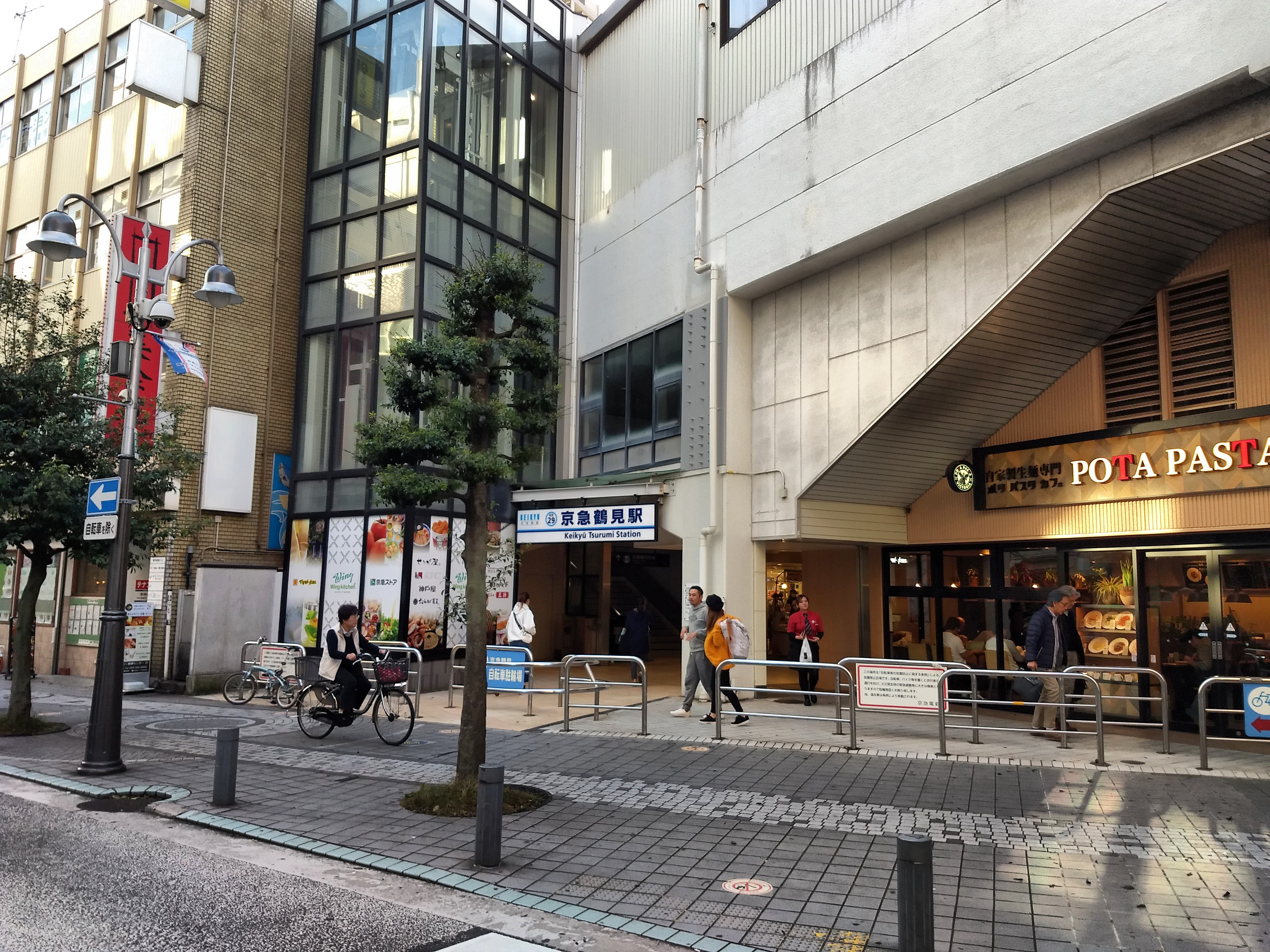
東口（2018年11月23日）
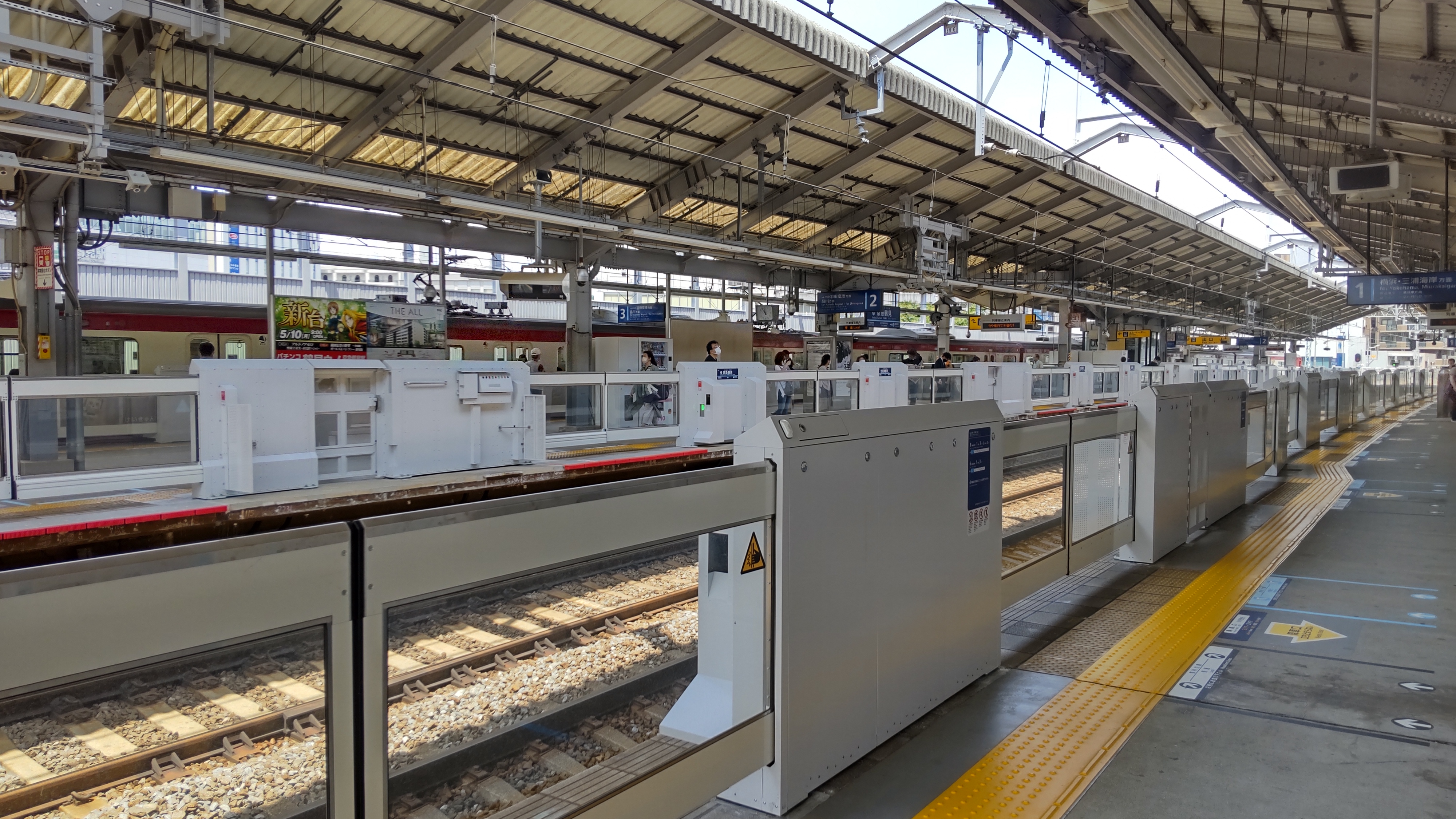
ホーム (ホームドア設置後 2021年5月15日)
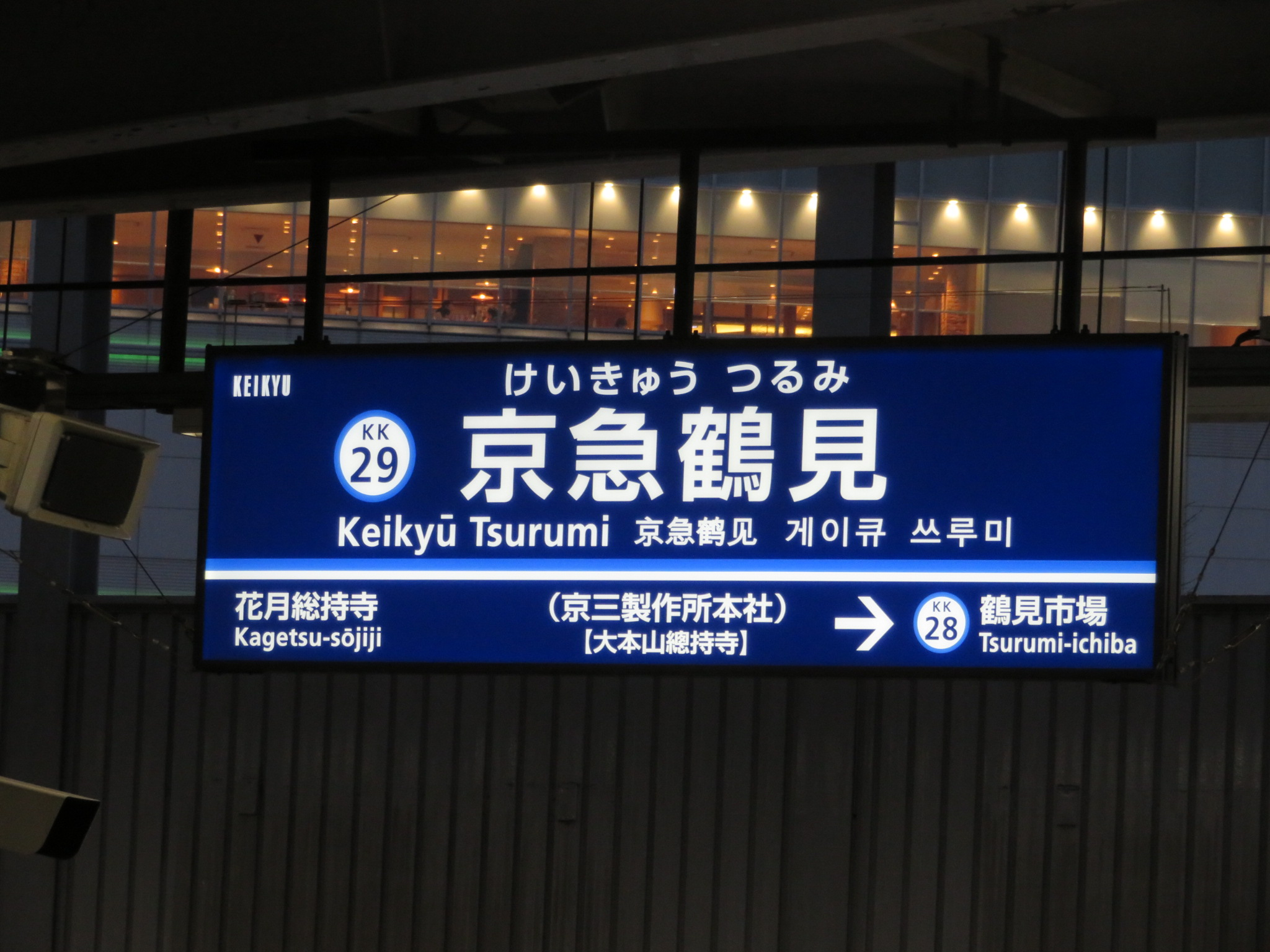
駅名標（2020年3月14日）

### のりば
| 番線 | 路線 | 方向 | 行先                    |
| ---- | ---- | ---- | ----------------------- |
| 1    | 本線 | 下り | 横浜・三浦海岸方面      |
| 2・3 | 本線 | 上り | 羽田空港方面 / 品川方面 |

## 利用状況
横浜市統計書によると2023年度の1日平均乗降人員は29,021人（乗降人員：14,366人、降車人員：14,654人）である。
京浜急行電鉄によると、2024年度の1日平均乗降人員は30,086人であり、京急線全72駅中19位。
近年の1日平均乗降人員と乗車人員の推移は下表の通り。
| 年度               | 1日平均 乗降人員 | 1日平均 乗車人員 | 出典     |
| ------------------ | ---------------- | ---------------- | -------- |
| 1980年（昭和55年） |                  | 15,200           |          |
| 1981年（昭和56年） |                  | 15,266           |          |
| 1982年（昭和57年） |                  | 15,764           |          |
| 1983年（昭和58年） |                  | 15,951           |          |
| 1984年（昭和59年） |                  | 15,334           |          |
| 1985年（昭和60年） |                  | 15,529           |          |
| 1986年（昭和61年） |                  | 16,066           |          |
| 1987年（昭和62年） |                  | 16,249           |          |
| 1988年（昭和63年） |                  | 16,375           |          |
| 1989年（平成元年） |                  | 16,203           |          |
| 1990年（平成02年） |                  | 16,496           |          |
| 1991年（平成03年） |                  | 16,689           |          |
| 1992年（平成04年） |                  | 16,441           |          |
| 1993年（平成05年） |                  | 16,164           |          |
| 1994年（平成06年） |                  | 15,948           |          |
| 1995年（平成07年） |                  | 15,320           | [ * 1 ]  |
| 1996年（平成08年） |                  | 14,353           |          |
| 1997年（平成09年） |                  | 13,819           |          |
| 1998年（平成10年） |                  | 13,591           | [ * 2 ]  |
| 1999年（平成11年） |                  | 13,119           | [ * 3 ]  |
| 2000年（平成12年） | 26,585           | 13,203           | [ * 3 ]  |
| 2001年（平成13年） | 27,045           | 13,409           | [ * 4 ]  |
| 2002年（平成14年） | 27,212           | 13,465           | [ * 5 ]  |
| 2003年（平成15年） | 27,762           | 13,722           | [ * 6 ]  |
| 2004年（平成16年） | 27,602           | 13,605           | [ * 7 ]  |
| 2005年（平成17年） | 27,749           | 13,671           | [ * 8 ]  |
| 2006年（平成18年） | 28,341           | 13,846           | [ * 9 ]  |
| 2007年（平成19年） | 28,310           | 13,886           | [ * 10 ] |
| 2008年（平成20年） | 28,457           | 14,044           | [ * 11 ] |
| 2009年（平成21年） | 27,823           | 13,745           | [ * 12 ] |
| 2010年（平成22年） | 28,156           | 13,921           | [ * 13 ] |
| 2011年（平成23年） | 28,075           | 13,893           | [ * 14 ] |
| 2012年（平成24年） | 28,197           | 13,938           | [ * 15 ] |
| 2013年（平成25年） | 30,010           | 14,808           | [ * 16 ] |
| 2014年（平成26年） | 30,497           | 15,044           | [ * 17 ] |
| 2015年（平成27年） | 31,068           | 15,242           | [ * 18 ] |
| 2016年（平成28年） | 31,500           | 15,469           | [ * 19 ] |
| 2017年（平成29年） | 32,705           | 16,099           | [ * 20 ] |
| 2018年（平成30年） | 33,460           | 16,475           | [ * 21 ] |
| 2019年（令和元年） | 33,348           | 16,378           | [ * 22 ] |
| 2020年（令和02年） | 25,692           |                  |          |
| 2021年（令和03年） | 26,636           |                  |          |
| 2022年（令和04年） | 28,323           |                  |          |
| 2023年（令和05年） | 29,290           |                  |          |
| 2024年（令和06年） | 30,086           |                  |          |

## 駅周辺

### 西口
- 鶴見駅（東日本旅客鉄道〈JR東日本〉京浜東北線・鶴見線）
  - CIAL鶴見[注 1]
- シークレイン
- 鶴見神社
- 鶴見図書館
- 鶴見労働基準監督署
- 三菱UFJ銀行 鶴見支店
- 横浜銀行 鶴見支店
- 横浜信用金庫 鶴見駅東口支店
- 鶴見駅前郵便局
- 東横INN横浜鶴見駅東口

### 東口
- 鶴見区総合庁舎
  - 横浜市鶴見区役所
  - 鶴見消防署
- 鶴見税務署
- 神奈川県鶴見警察署
- 鶴見郵便局
  - ゆうちょ銀行 鶴見店
- 日本年金機構 鶴見年金事務所
- 鶴見川
- 国道15号（第一京浜）
- 鶴見銀座商店街（ベルロードつるみ）
- 本町通商店街
- LICOPA鶴見
  - イトーヨーカドー 鶴見店
- 京急ストア 京急鶴見店
- ヤマダデンキ テックランド鶴見店
- MEGAドン・キホーテ 鶴見中央店
- オリンピック 鶴見中央店
- 横浜市立鶴見中学校
- ナイスビル（ナイス本社）
- 京三製作所本社
- みずほ銀行 鶴見支店
- りそな銀行 鶴見支店
- 中央労働金庫 鶴見支店

## バス路線
JR鶴見駅東口バスターミナルに面している。
- 鶴見駅東口（JR鶴見駅側・西口駅前すぐ）
- 鶴見中央4丁目（東口駅前すぐ）
  - 川崎鶴見臨港バス
  - 横浜市交通局（横浜市営バス）

## 隣の駅
京浜急行電鉄
 本線
■快特・■特急
通過
■急行
京急川崎駅 (KK20) - 京急鶴見駅 (KK29) - 神奈川新町駅 (KK34)
■普通
鶴見市場駅 (KK28) - 京急鶴見駅 (KK29) - 花月総持寺駅 (KK30)